# Phrynosoma cerroense
Phrynosoma cerroense är en ödleart som beskrevs av  Leonhard Hess Stejneger 1893. Phrynosoma cerroense ingår i släktet paddleguaner, och familjen Phrynosomatidae. Inga underarter finns listade i Catalogue of Life.
Arten förekommer endemisk på Cedros Island väster om halvön Baja California (Mexiko).